# Pseudagrion macrolucidum
Pseudagrion macrolucidum är en trollsländeart som beskrevs av Aguesse 1968. Pseudagrion macrolucidum ingår i släktet Pseudagrion och familjen dammflicksländor. Inga underarter finns listade i Catalogue of Life.